# Forza Motorsport 6: Apex
Forza Motorsport 6: Apex è un videogioco simulatore di guida sviluppato da Turn 10 Studios e pubblicato da Microsoft Game Studios in esclusiva per Windows 10.
Il gioco rappresenta il sesto (settimo se lo contiamo separatamente da Forza Motorsport 6) capitolo della serie principale Forza Motorsport escludendo gli spin-off Forza Horizon e Forza Horizon 2.
Il gioco è una versione "leggera" di Forza Motorsport 6, non nel senso di realismo, ma riguardo ai contenuti. Il gioco infatti può contare su 63 tra le più belle vetture e 20 circuiti divisi in 6 ambientazioni della versione Xbox One.
Il gioco, inoltre, grazie alla potenza di calcolo dei PC, può ora girare anche in 4K.
Dan Greenawalt ha anche affermato che questo è il primo di una lunga serie di altri Forza su PC.
Forza Motorsport 6: Apex è un'esclusiva Windows 10 ed è stato pubblicato il 6 settembre 2016 in modalità free-to-play sul Windows Store.

## Tracciati
In questa versione troviamo 6 ambientazioni quali Rio de Janeiro, Circuit De Spa-Francorchamps, Sebring International Raceway, Yas Marina Circuit, Top Gear Test Track e Brands Hatch per un totale di 20 circuiti. I tracciati, come per la versione Xbox One, possono contare sul meteo variabile (non dinamico) e la notte.
| Nazione             | Nome circuito | Condizioni            | Senso di marcia |
| ------------------- | --- | --------------------- | --------------- |
| Inghilterra         | Brands Hatch - Circuito Gran Premio (3,92 km) - Circuito Indy (1,94 km) Top Gear Test Track - Circuito completo (2,82 km) - Circuito orientale (1,51 km) - Circuito occidentale (1,29 km) - Anello esterno (2,29 km) | Giorno Sereno Pioggia | Normale Inverso |
| Belgio              | Circuit de Spa-Francorchamps - Circuito completo (7,00 km) | Giorno Notte Pioggia  | Normale         |
| Brasile             | Rio de Janeiro - Circuito completo (6,16 km) - Circuito nazionale (4,57 km) - Anello costiero (2,12 km) - Circuito montano (1,63 km) - Mini circuito (1,09 km)                                                       | Giorno                | Normale Inverso |
| Emirati Arabi Uniti | Yas Marina Circuit - Circuito completo (5,55 km) - Circuito nord (3,15 km) - Circuito sud (2,36 km) - Corkscreaw nord (2,30 km) - Corkscreaw (4,75 km)                                                               | Giorno Notte          | Normale         |
| Stati Uniti         | Sebring International Raceway - Circuito completo (5,95 Km) - Circuito breve (3,42 Km) - Circuito club (2,74 Km) | Giorno Notte Pioggia  | Normale         |

## Contenuti
Forza Motorsport 6: Apex essendo un free-to-play creato appositamente per far avvicinare l'utenza PC all'esperienza di Forza Motorsport 6, può contare su meno contenuti rispetto alla versione "maggiore" su Xbox One. Infatti Forza Motorsport 6: Apex avrà a disposizione un parco auto con 63 tra le più belle vetture della versione Xbox e 20 circuiti divisi in 6 ambientazioni quali Brands Hatch, Rio de Janeiro, Sebring International Raceway, Yas Marina Circuit, Top Gear Test Track e il Circuit de Spa-Francorchamps. Le vetture saranno tutte disponibili al lancio senza DLC e tutte visionabili tramite ForzaVista. Il gioco, grazie alle DirectX 12, può girare fino a 4K e 60fps. Inoltre il gioco presenta un innovativo sistema di obiettivi e punteggi basato su Windows 10. Saranno presenti eventi rivali esclusivi e la possibilità di creare e condividere livree e assetti. Assenze rispetto alla versione Xbox One sono il supporto ai volanti e gli eventi multiplayer. In quanto a giocatore singolo troviamo il classico Gioco Libero, il Test Drive per le auto appena acquistate, la carriera (che a differenza di quella della main version conta 12 eventi con video presentati dai commentatori Top Gear Richard Hammond e James May), le esibizioni (ridotte alle 5 più popolari) e l'esclusiva modalità "Spotlight Series" con eventi inediti aggiornati ogni mese per tenere attiva la community.

## Motore grafico
Il motore grafico alla base di Forza Motorsport 6: Apex è lo stesso utilizzato per la main version su Xbox One, ovvero ForzaTech. In questa versione, però, quest'ultimo è stato rivisto per girare a dovere sulle DirectX 12 e offrire contenuti in 4K senza cali di frame-rate.

## DLC e contenuti aggiuntivi
A privare della natura free-to-play Forza Motorsport 6: Apex, sono arrivati due DLC contenenti nuove auto e tracciati, entrambi inclusi in una nuova edizione premium del gioco, a pagamento.

## Ford GT 2017
In questo capitolo, come su Forza Motorsport 6, l'auto esclusiva è la Ford GT 2017.